# Anton Ažbe
Anton Ažbe (Dolenčice, Škofja Loka közelében, 1862. május 30. – München, 1905. augusztus 6.) szlovén festő.

## Élete
Apja korán meghalt. A gyenge testalkatú fiú alkalmatlan volt a mezőgazdasági munkára, ezért anyja Klagenfurtba küldte kereskedő tanoncnak. A képzést megszakította, és visszatért Ljubljanába, ahol Janez Wolf festőnél kezdett tanulni. 1882-ben beiratkozott a Bécsi Képzőművészeti Akadémiára. Siegmund L’Allemand, August Eisenmenger és Christian Griepenkerl voltak tanárai. Griepenkerl osztályában ismerkedett meg a fiatal szerb festővel, Uroš Predić-csel.
1884-ben a Müncheni Képzőművészeti Akadémián a Mariborból származó Gabriel von Hackl osztályában tanult. 1885-ben Ludwig von Löfftz magániskolájába iratkozott be. Miután szakosított képzést kapott Wagner Sándortól, saját festőiskolát nyitott, amely a szlovén impresszionizmus bölcsője lett. Ažbét ismerték és kedvelték Münchenben. Tanította többek között Ivan Jakovlevics Bilibint, 
Vlagyimir Davidovics Burljukot, Ivan Grohart, Rihard Jakopičet, Alexej von Jawlenskyt, Vaszilij Vasziljevics Kandinszkijt és Ziffer Sándort.

## Galéria

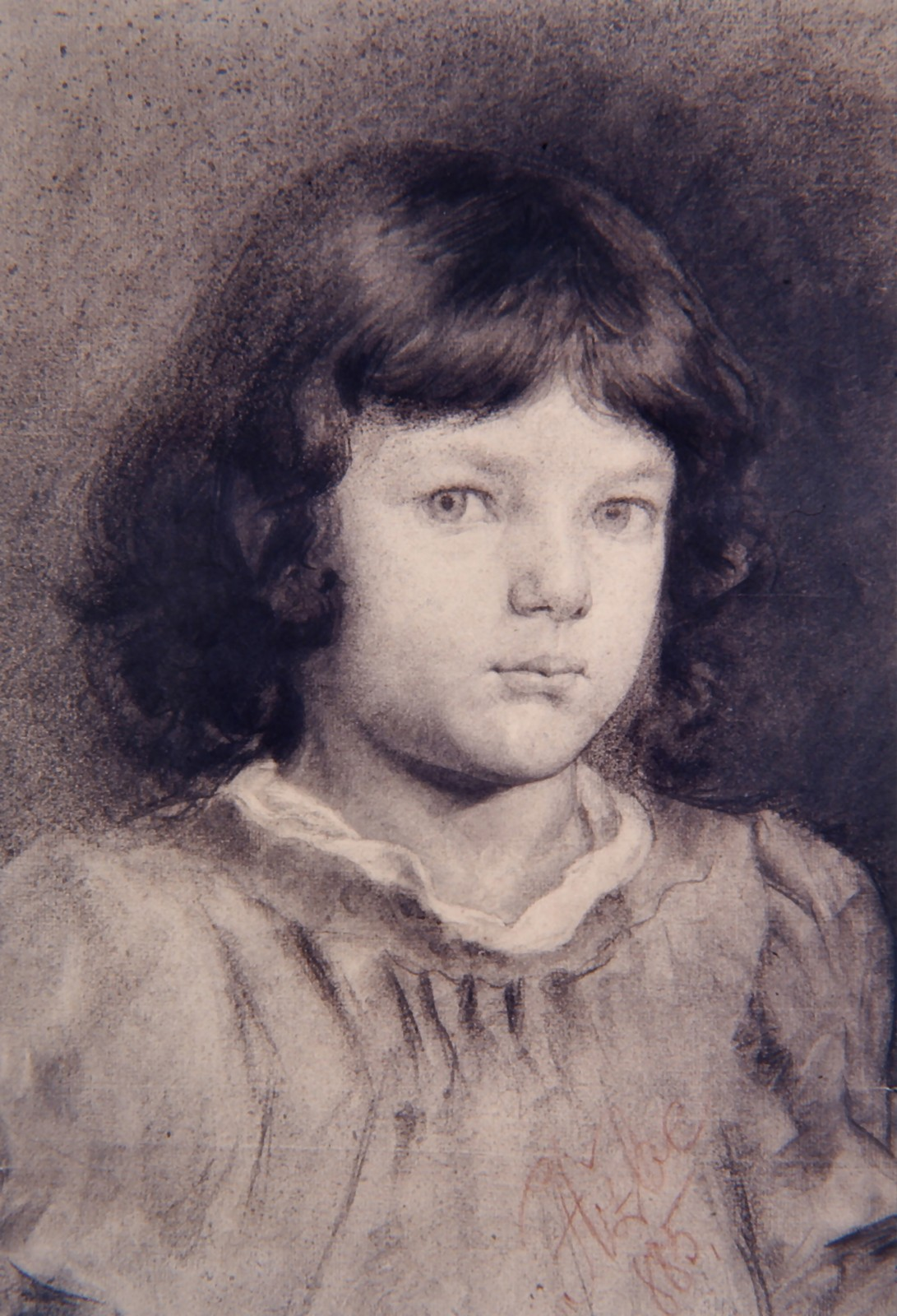
Kislány portréja
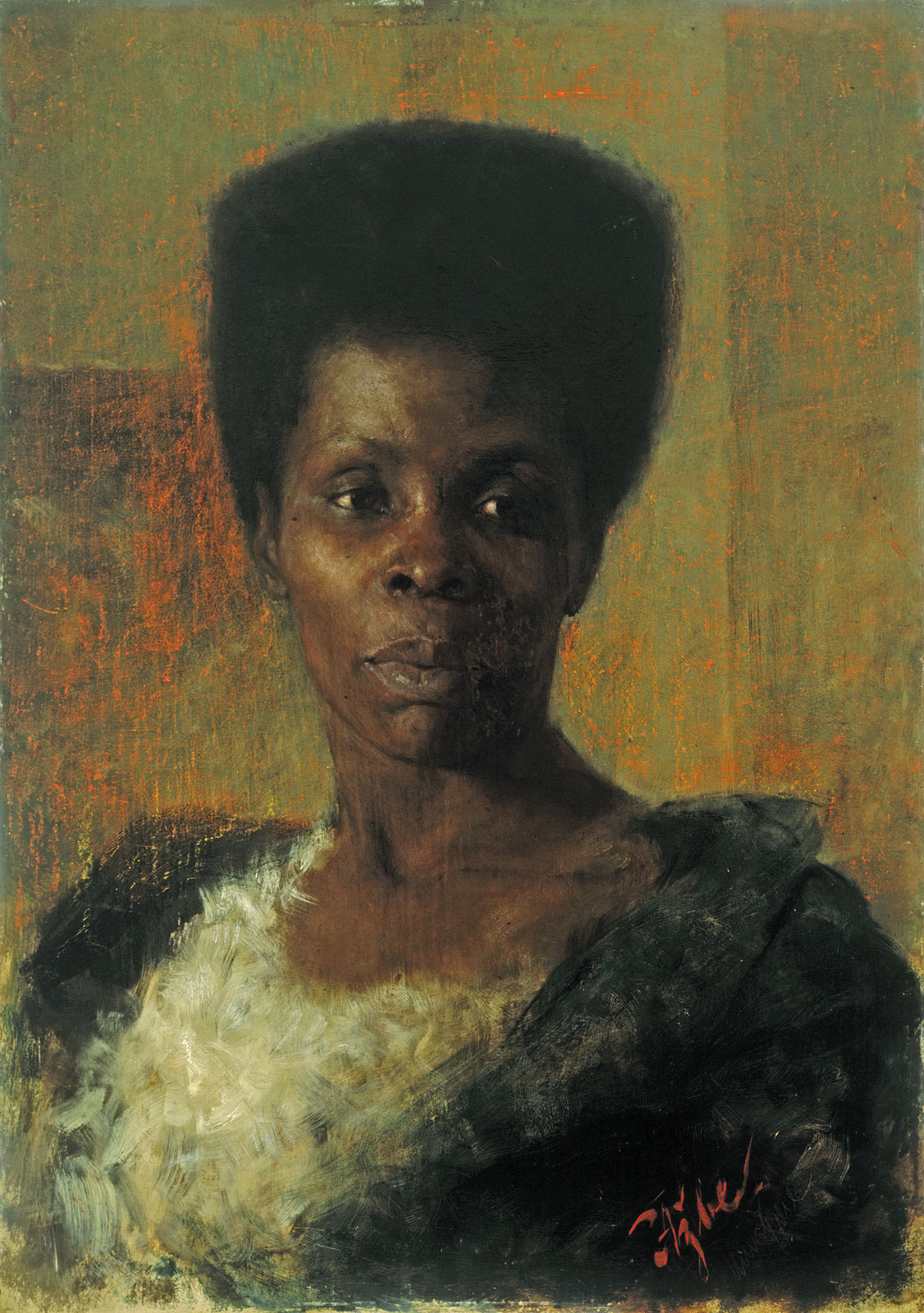
Néger nő
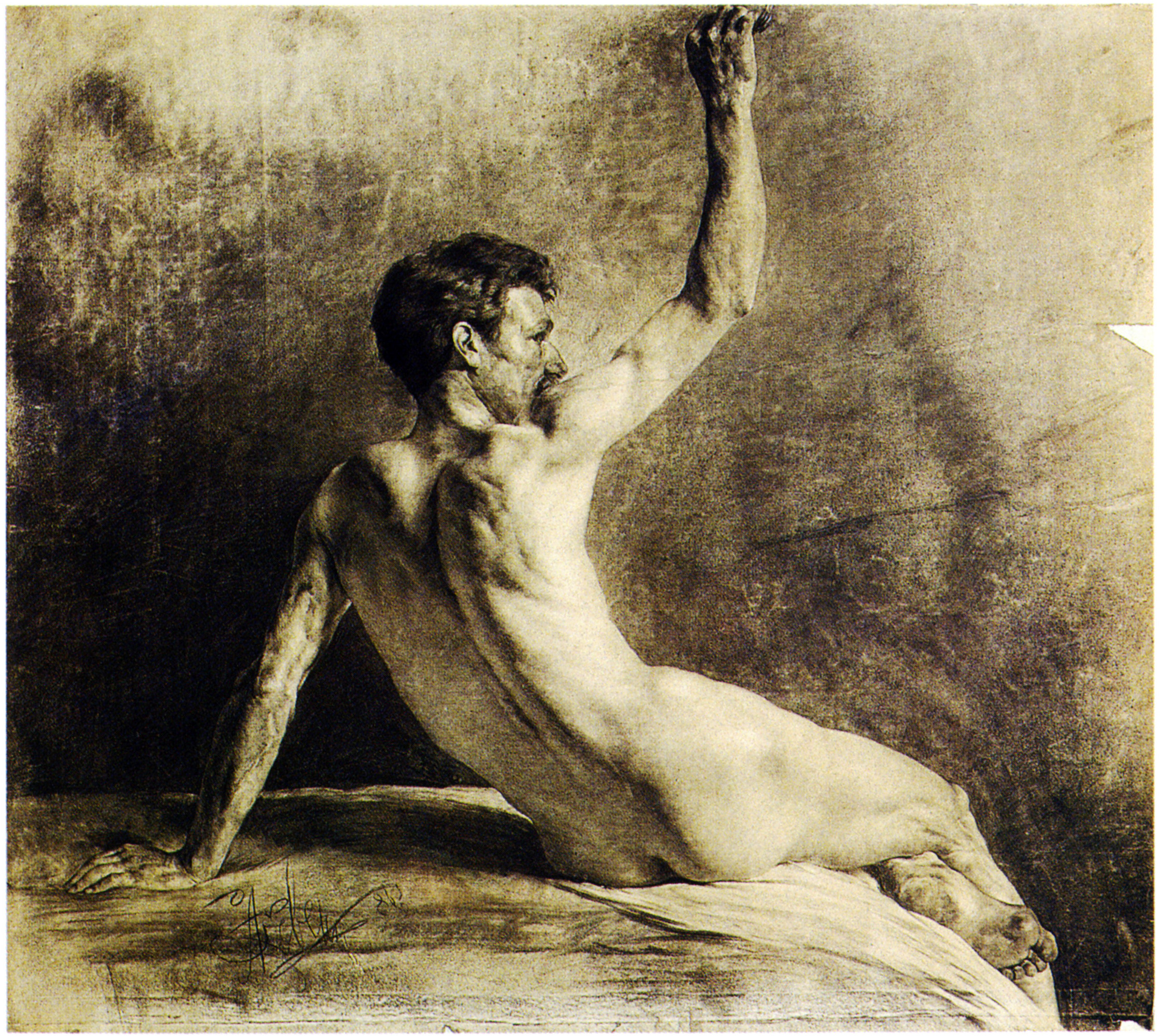
Férfi akt tanulmány
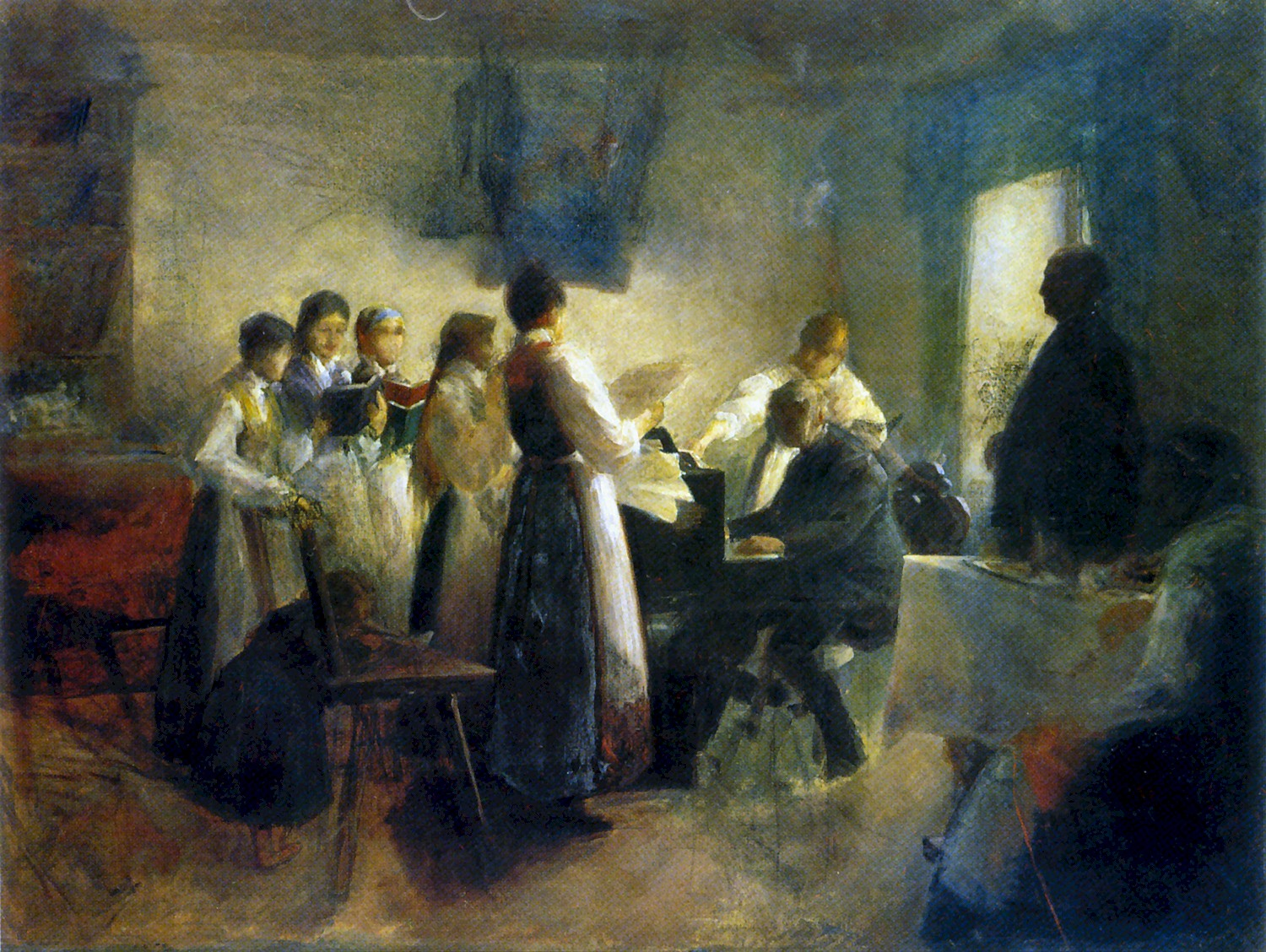
Falusi énekkar